# Josh Doig
Josh Thomas Doig (* 18. Mai 2002 in Edinburgh) ist ein schottischer Fußballspieler, der bei der US Sassuolo Calcio in der italienischen Serie A unter Vertrag steht.

## Karriere

### Verein
Josh Doig wurde in der schottischen Hauptstadt Edinburgh geboren. Seine Karriere begann er in der Jugend von Heart of Midlothian. Im Juli 2019 wechselte er innerhalb der Jugend zum Erzrivalen Hibernian Edinburgh. Im Februar 2020 erhielt er seinen ersten Vertrag als Profispieler bei den „Hibs“ bis zum Jahr 2023. Kurz darauf wurde er an den schottischen Viertligisten FC Queen’s Park verliehen. Für den ältesten Fußballverein aus Schottland absolvierte er sieben Spiele in der vorzeitig abgebrochenen Saison 2019/20. Nach seiner Rückkehr aus Glasgow wurde er bei den „Hibs“ durch Trainer Jack Ross an den ersten Spieltagen der Erstligaspielzeit 2020/21 als Stammspieler eingesetzt.
Im Juli 2022 wechselte Doig nach Italien und unterzeichnete einen Vierjahresvertrag bei Hellas Verona.
Ende Januar 2024 wechselte er ligaintern zur US Sassuolo Calcio.

### Nationalmannschaft
Josh Doig absolvierte im Jahr 2019 ein Spiel in der schottischen U18-Nationalmannschaft gegen Paraguay. Im Jahr 2021 debütierte Doig in der U21.

## Erfolge
- Italienischer Zweitligameister: 2024/25